# Fort Kent
Fort Kent és una població dels Estats Units a l'estat de Maine (EUA). Segons el cens del 2000 tenia 4.233 habitants.

## Demografia
Segons el cens del 2000, Fort Kent tenia 4.233 habitants, 1.735 habitatges, i 1.106 famílies. La densitat de població era de 30,2 habitants/km².
Dels 1.735 habitatges en un 28,2% hi vivien nens de menys de 18 anys, en un 54% hi vivien parelles casades, en un 6,7% dones solteres, i en un 36,2% no eren unitats familiars. En el 29,3% dels habitatges hi vivien persones soles el 13% de les quals corresponia a persones de 65 anys o més que vivien soles. El nombre mitjà de persones vivint en cada habitatge era de 2,34 i el nombre mitjà de persones que vivien en cada família era de 2,9.
Per edats la població es repartia de la següent manera: un 22,3% tenia menys de 18 anys, un 11,3% entre 18 i 24, un 26,9% entre 25 i 44, un 24% de 45 a 60 i un 15,5% 65 anys o més.
L'edat mediana era de 38 anys. Per cada 100 dones de 18 o més anys hi havia 91,7 homes.
La renda mediana per habitatge era de 29.547 $ i la renda mediana per família de 41.616 $. Els homes tenien una renda mediana de 35.325 $ mentre que les dones 19.146 $. La renda per capita de la població era de 16.403 $. Entorn del 9,5% de les famílies i el 14,5% de la població estaven per davall del llindar de pobresa.